# Bitwa nad rzeką Ulai (653 p.n.e.)

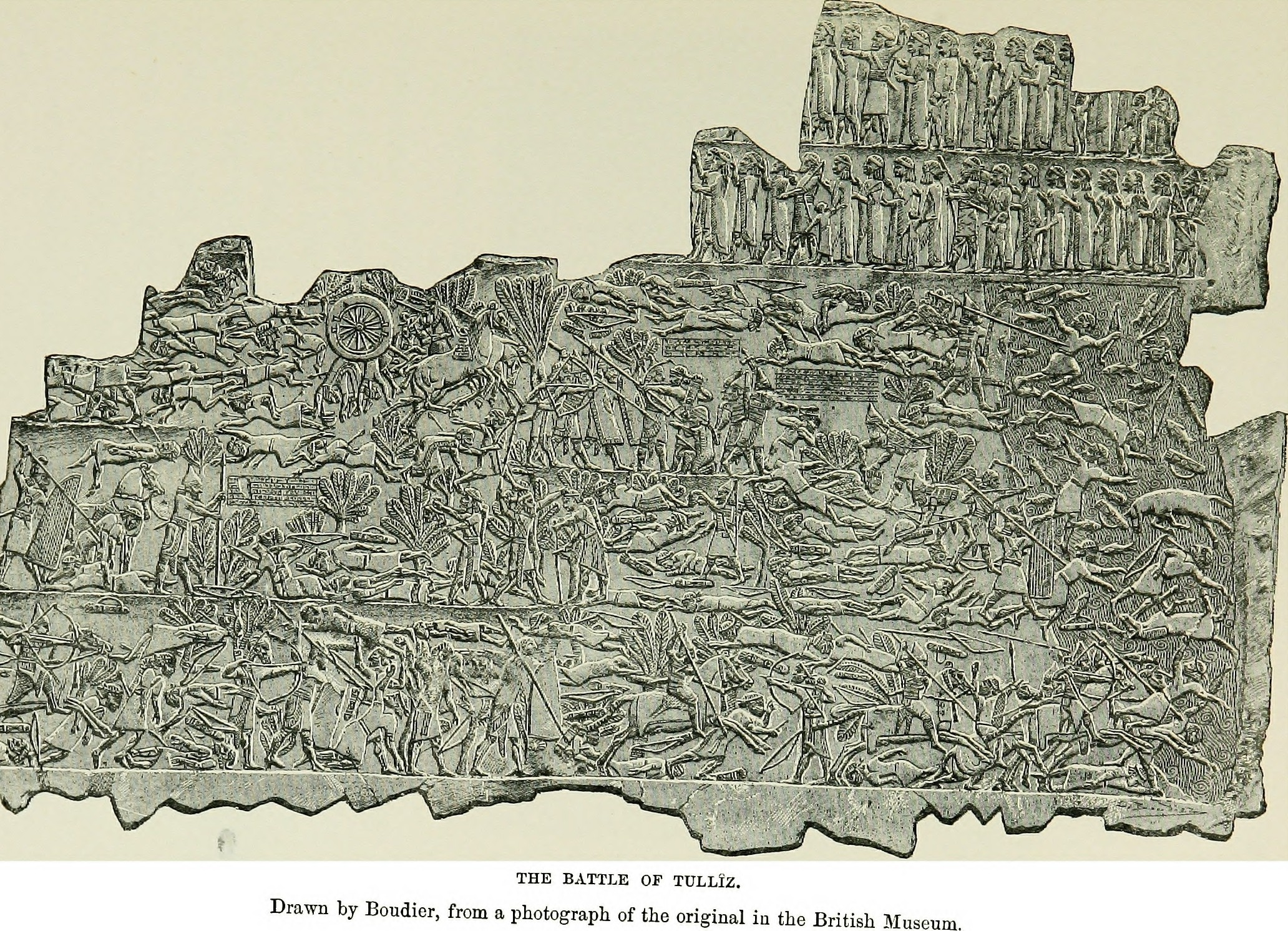
Bitwa nad rzeką Ulai (przerys reliefów cetralnego i prawego)

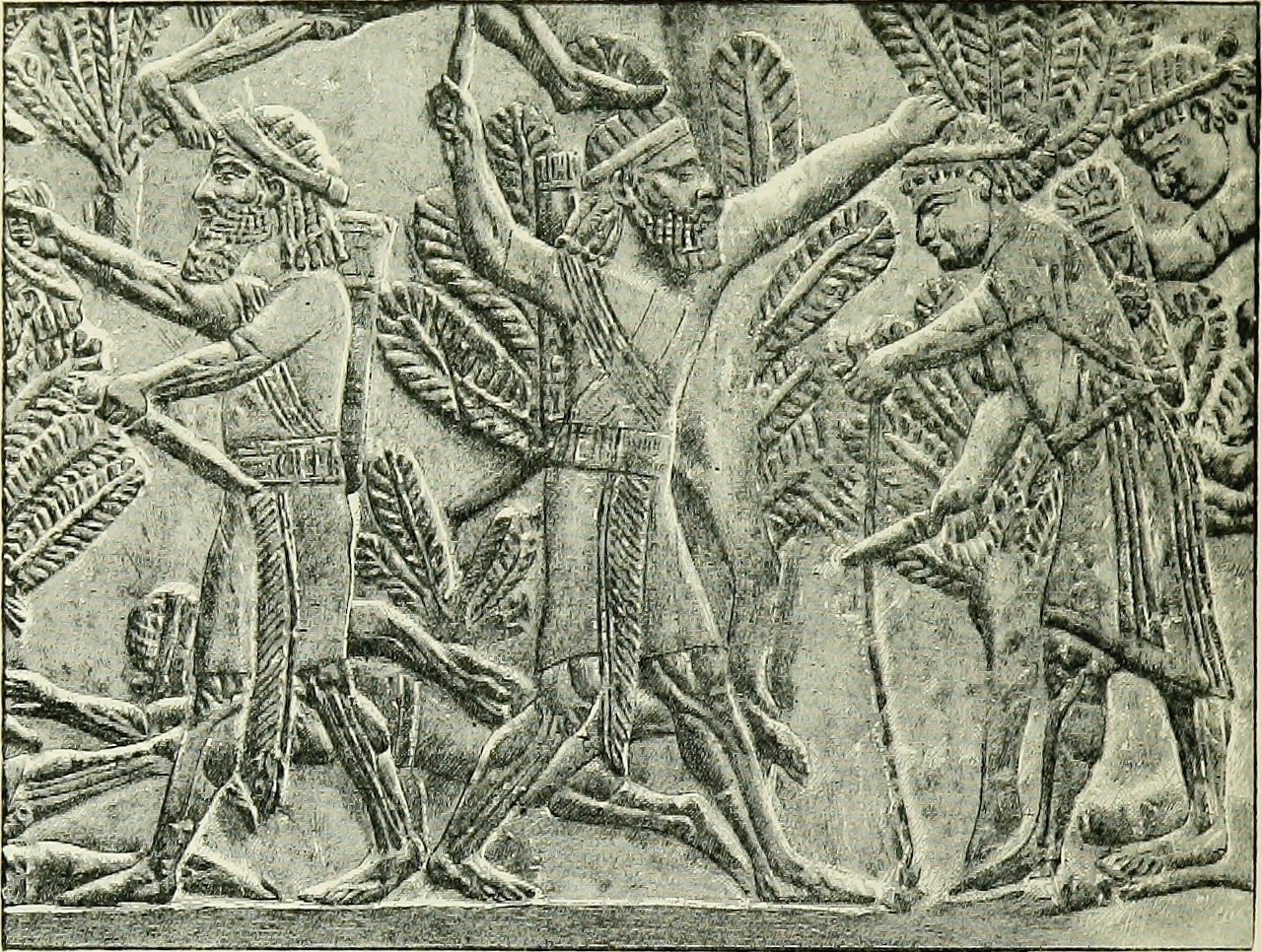
Bitwa nad rzeką Ulai (przerys jednej ze scen z reliefu centralnego) – elamicki arystokrata tnie swój łuk i poddaje się stojącemu przed nim asyryjskiemu łucznikowi

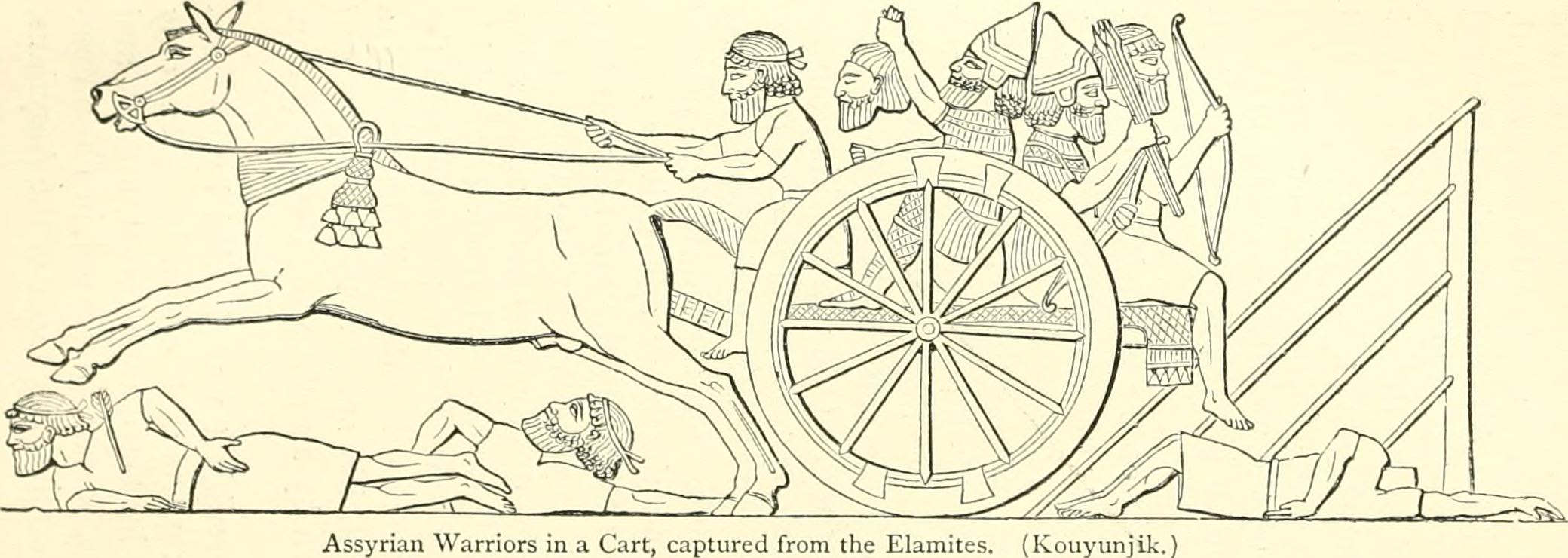
Bitwa nad rzeką Ulai (przerys jednej ze scen z reliefu lewego) – asyryjski żołnierz wiezie wozem odciętą głowę Tepti-Humban-Inszuszinaka (Teummana) Aszurbanipalowi

Bitwa nad rzeką Ulai, też bitwa pod Til-Tubą – starcie zbrojne pomiędzy wojskami asyryjskiego króla Aszurbanipala (669-627? p.n.e.) i wojskami elamickiego króla Tepti-Humban-Inszuszinaka (664-653 p.n.e.), do którego doszło w 653 r. p.n.e. nad rzeką Ulai w pobliżu Suzy w Elamie. W bitwie tej Elamici ponieśli porażkę, a ich król został pojmany i zabity.
Odniesienia do bitwy znaleźć można w rocznikach królewskich Aszurbanipala przy opisie jego piątej wyprawy wojennej:
„W trakcie mej piątej wyprawy wojennej pomaszerowałem wprost do Elamu. Na rozkaz Aszura, Sina, Szamasza, Adada, Bela, Nabu, Isztar z Niniwy (...), Isztar z Arbeli, Ninurty, Nergala i Nusku (...) jak poryw wściekłej burzy pokryłem Elam całkowicie. Odciąłem głowę Teummana (asyryjski zapis imienia Tepti-Humban-Inszuszinak), ich króla, butnego i planującego zło. Zabiłem niezliczoną liczbę jego żołnierzy. Pochwyciłem jego żołnierzy żywcem w me ręce i (...) wypełniłem okolice Suzy ich ciałami. Sprawiłem, że ich krew spłynęła do rzeki Ulai”
Po zwycięskiej kampanii wojennej w Elamie Aszurbanipal rozkazał ozdobić jedną z sal tzw. pałacu południowo-zachodniego w Niniwie szeregiem reliefów mających pokazywać jej przebieg. 
Na trzech z nich, przechowywanych obecnie w Muzeum Brytyjskim (WA 124801a + WA 124801b + WA124801c), ukazany został przebieg bitwy nad rzeką Ulai. Reliefy te łączą się ze sobą, tworząc jedną kompozycję: w ich dolnej części przedstawiona została sama bitwa, a w górnej, bardzo uszkodzonej, przedstawiono przegląd więźniów pojmanych w trakcie kampanii. W lepszym zrozumieniu tego, co dokładnie zaprezentowano w scenie bitwy, bardzo pomaga to, iż niektórym z przedstawionych tam wydarzeń towarzyszy opis w formie krótkiego tekstu, umieszczonego w ramce ponad danym wydarzeniem. 
Analizę sceny bitwy rozpocząć należy od lewej strony, gdzie przedstawiony został asyryjski atak na Elamitów zajmujących pozycje obronne na wzgórzu Til-Tuba. Żołnierzy obu armii łatwo jest zidentyfikować. Asyryjscy jeźdźcy i piechurzy noszą spiczaste hełmy i zbroje łuskowe, a w rękach z reguły trzymają włócznie i tarcze. Wśród piechurów znajdują się również lekkozbrojni łucznicy w przepaskach na głowach, chronieni przez żołnierzy z włóczniami. Elamici z kolei to niemal wyłącznie lekkozbrojni łucznicy noszący charakterystyczne przepaski na włosach zawiązane z tyłu. Pod atakiem ciężkozbrojnych Asyryjczyków Elamici wycofują się ze wzgórza, a ich odwrót przeradza się w paniczną ucieczkę: ścigani przez Asyryjczyków starają się dotrzeć do rzeki Ulai, ukazanej na prawym końcu sceny. Centralne miejsce w scenie bitwy poświęcone zostało elamickiemu królowi, który przedstawiony tu został kilkukrotnie – rozpoznać go można po królewskim nakryciu głowy i szacie ozdobionej frędzlami. Pierwsze wydarzenie z jego udziałem przedstawione zostało na lewym reliefie: widać tu ranionego w plecy strzałą Teummana, uciekającego z pola bitwy rydwanem wraz ze swym synem Tammaritu. Kolejne wydarzenie z udziałem elamickiego króla widnieje na centralnym reliefie – w trakcie ucieczki przez las rydwan wywraca się wyrzucając Teummana i Tammaritu na ziemię. W kolejnej scenie, już na prawym reliefie, uciekający pieszo Teumman i Tammaritu zostają otoczeni przez asyryjskich żołnierzy – Tammaritu z napiętym łukiem staje przed ojcem i próbuje go bronić. W końcu w ostatniej scenie, przedstawionej zaraz obok, ukazana jest śmierć obu postaci: ojciec i syn giną od uderzeń maczugami bojowymi w głowę, a następnie żołnierze asyryjscy odcinają ich głowy. Następnym w porządku chronologicznym wydarzeniem jest to przedstawione na lewym reliefie ponad sceną z uciekającymi rydwanem Teummanem i Tammaritu – widać na nim asyryjskich żołnierzy stojących przed namiotem i trzymających w swych rękach odcięte głowy elamickiego króla i jego syna. W samym namiocie ukazani zostali elamiccy dostojnicy, których zgromadzono tu po to, by potwierdzili tożsamość obu zmarłych. W kolejnej scenie, na lewo od namiotu, ukazano pędzący w lewą stronę wóz, a w nim asyryjskiego żołnierza trzymającego w ręce odciętą głowę Teummana. Żołnierz ten miał za zadanie dostarczyć tę głowę Aszurbanipalowi.